# Потапиха (Михайловское сельское поселение)
Потапиха — деревня в Харовском районе Вологодской области.
Входит в состав Михайловского сельского поселения, с точки зрения административно-территориального деления — в Михайловский сельсовет.
Расстояние по автодороге до районного центра Харовска — 22,5 км, до центра муниципального образования Михайловского — 5,5 км. Ближайшие населённые пункты — Анисимовская, Верхняя Горка, Коровинская, Балыково, Ваулино.
По данным переписи в 2002 году постоянного населения не было.